# District d'Arivonimamo
Arivonimamo est un district de Madagascar, situé dans la partie est de la province d'Antananarivo, dans la région d'Itasy.
Code postal 112.

## Composition
- Ankeniheny